# Torixoréu
Torixoréu is een gemeente in de Braziliaanse deelstaat Mato Grosso. De gemeente telt 4.113 inwoners (schatting 2009).